# حلمي عبد الوهاب
حلمي عبد الوهاب (2 مايو 1933 - 23 سبتمبر 1999) ممثل مصري، بدأ حياته الفنية عضواً في فرقة «تحية كاريوكا» حيث تميز في مسرحية روبابيكيا ومسرحية «حضرة صاحب العمارة» عام 1970، ليتجه بعدها إلى السينما والتليفزيون، ويؤدي العديد من الأدوار المساعدة.

## من أبرز أعماله
«البخيل وأنا»، «بوابة الحلواني»، «يوميات ونيس»). من أشهرلتي قام بها سايس الجراچ في فيلم (البيه البواب) عام 1987، وموظف الجمرك في (السرعة لاتزيد عن صفر) 1992، والخواجة صاحب القهوة في فيلم (الكيت كات) عام 1991.